# كوني روسين
كوني روسين (بالسويدية: Conny Rosén)‏ هو لاعب كرة قدم سويدي في مركز حراسة المرمى، ولد في 24 مارس 1971 في السويد. لعب مع نادي هلسينغبورغ.

## وصلات خارجية
- كوني روسين على موقع اتحاد السويد (السويدية)
- كوني روسين على موقع قاعدة بيانات كرة القدم.إي يو (الإنجليزية)